# Delfine Persoon
Delfine Persoon (Gits, 14 gennaio 1985) è una pugile belga appartenente alla categoria dei pesi leggeri.
Attualmente è classificata al primo posto nelle classifiche di Boxrec ed è la campionessa del mondo dei pesi leggeri per la WBC.

## Biografia
Da piccola praticava il Judo, poi si è avvicinata al pugilato e dopo 12 match da dilettante, decide di passare professionista.
Il suo record è di 41 incontri disputati, 40 vittorie ( 16 KO ) e una sola sconfitta.
Ha vinto 7 volte il titolo mondiale WBC dei pesi leggeri, 1 volta il titolo mondiale IBF dei pesi leggeri e 2 volte il titolo d'europa
Nel suo ultimo incontro ha vinto ai punti sugli 8 round contro la nostra Monica Gentili.
Si parla di un match contro Katie Taylor per la riunificazione dei titoli mondiali, ma al momento non ci sono date certe.